# Man in Black
Man in Black es el decimoséptimo álbum del cantante estadounidense de country Johnny Cash lanzado en 1971 por la compañía discográfica Columbia Records. Aunque Cash siempre viste de negro para sus actuaciones en vivo el disco posee referencias políticas (específicas o generales) más el obscuro tiempo en el cual Cash hizo estas canciones (Guerra de Vietnam). El nombre del álbum se volvió el apodo informal de Cash que le dio la propia audiencia. Del disco se desprenden dos canciones exitosas "Man in Black" y "Singin' in Vietnam Talkin' Blues".

## Canciones
1. "The Preacher Said Jesus Said" – 3:39
(Cash)
2. "Orphan of the Road" – 3:36
(Dick Feller)
3. "You've Got a New Light Shining in Your Eyes" – 2:05
(Cash)
4. "If Not for Love" – 3:06
(Glenn D. Tubb y Larry Lee)
5. "Man in Black" – 2:52
(Cash)
6. "Singin' in Vietnam Talkin' Blues" – 2:58
(Cash)
7. "Ned Kelly" – 2:19
(Cash)
8. "Look for Me" – 2:21
(Glen Sherley y Harlan Sanders)
9. "Dear Mrs." – 3:46
(Cash y Arnette J. Arnette)
10. "I Talk to Jesus Every Day" – 2:03
(Tubb)

## Personal
- Johnny Cash - vocalista
- June Carter Cash - vocalista
- Carl Perkins - guitarra eléctrica
- Bob Wooton - guitarra eléctrica
- Norman Blake - guitarra acústica
- Jerry Shook - guitarra rítmica
- Marshall Grant - bajo
- W.S. Holland - percusión
- Farrell Morris - percusión

## Posición en listas
Álbum - Billboard (América del Norte)
| Año  | Tabla           | Posición |
| ---- | --------------- | -------- |
| 1971 | Álbumes Country | 1        |
| 1971 | Álbumes Pop     | 56       |

Canciones - Billboard (América del Norte)
| Año  | Canción                            | Tabla             | Posición |
| ---- | ---------------------------------- | ----------------- | -------- |
| 1971 | "Man in Black"                     | Canciones Country | 3        |
| 1971 | "Man in Black"                     | Canciones Pop     | 58       |
| 1971 | "Singin' in Vietnam Talkin' Blues" | Canciones Country | 18       |